# Nikita Dobrynine
Pour les articles homonymes, voir Dobrynine.

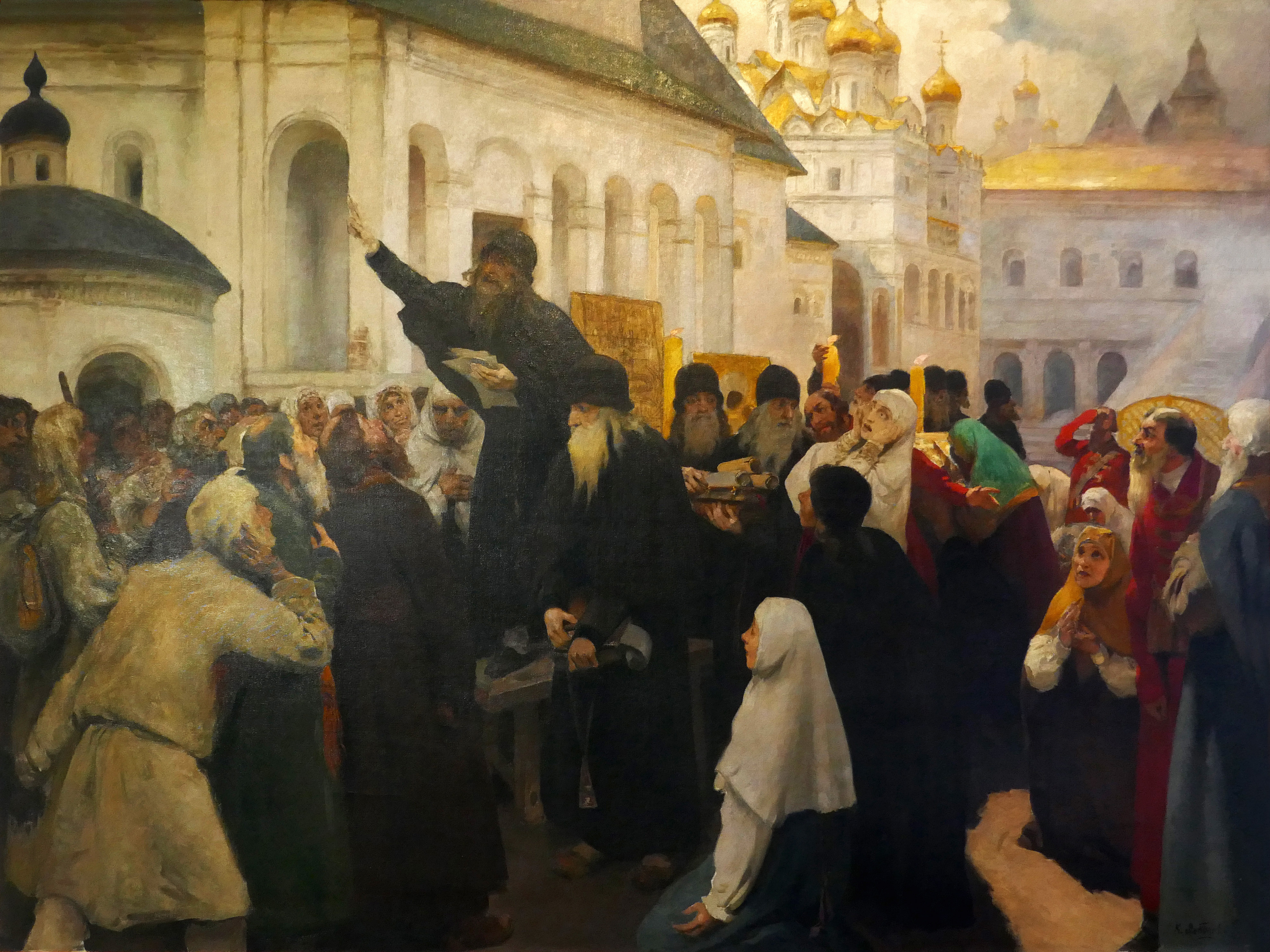
Klavdi Lebedev, Débat sur la foi. Nikita Poustosviat. Tableau exposé à la prison-musée du monastère du Sauveur-Saint-Euthyme à Souzdal (Russie)

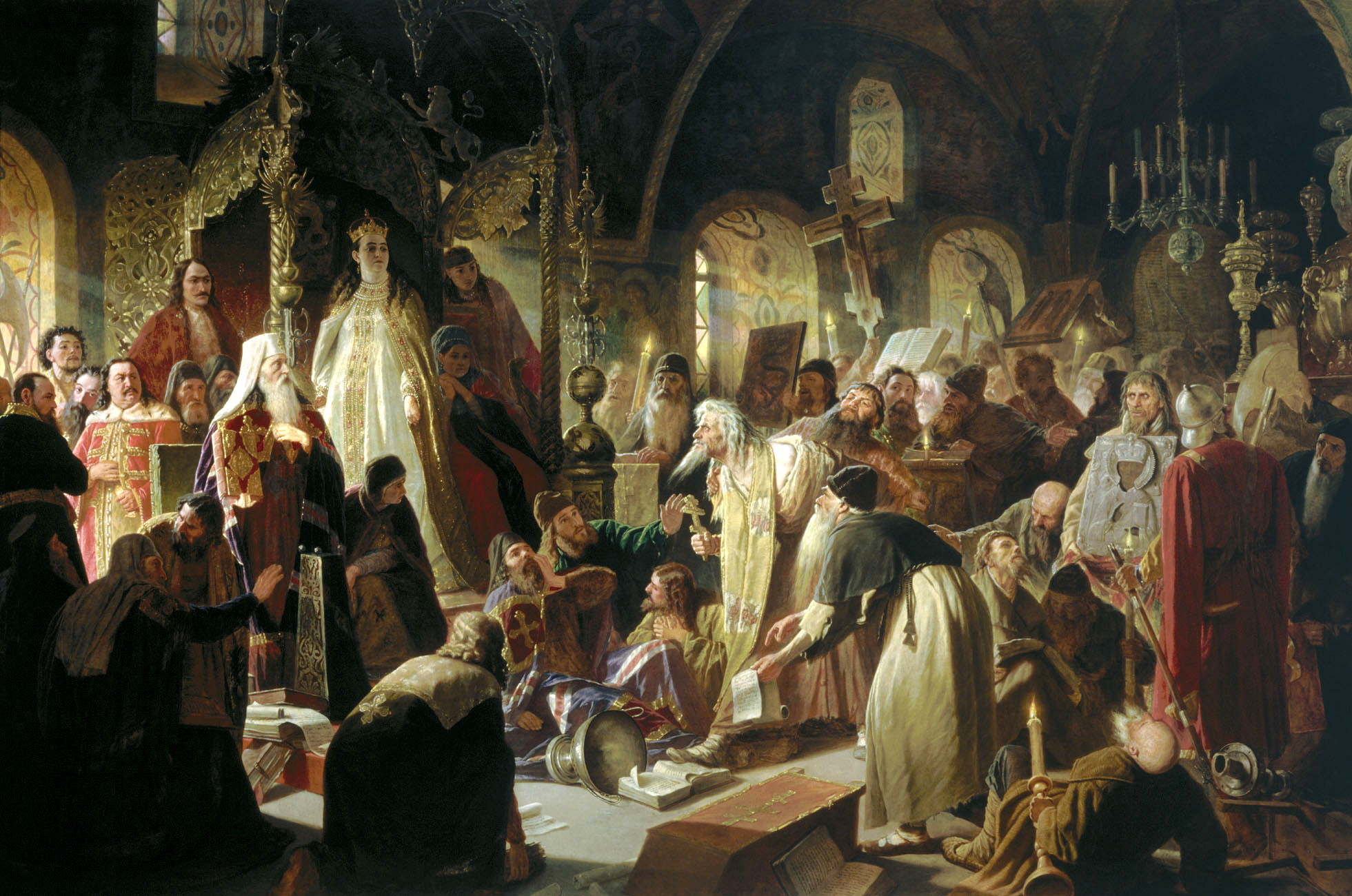
Le Vieux-Croyant Nikita Poustosviat débattant avec le Patriarche Ioakim des questions de foi par Vassili Perov, 1880-81.

Nikita Konstantinovitch Dobrynine (Никита Константинович Добрынин) (? — 11 juin 1683) surnommé par ses adversaires Nikita Poustosviat (en russe : Никита Пустосвят, "Nikita le trompeur") était un des principaux défenseurs des Vieux-Croyants au moment du Raskol en Russie.
Nikita était pope à Souzdal et a participé à l'édition de livres liturgiques sous le patriarche Joseph Ier.
En 1659, il arrive à Moscou pour porter plainte contre l'évêque Stéphane, archevêque de Souzdal, qu'il accuse de déviation. Cependant Stéphane fut acquitté et en 1682 un débat pour départager orthodoxes et vieux-croyants se tint à Moscou. Nikita y défendit la cause des Vieux-Croyants devant le Patriarche Ioakim contre des adversaires tels que Afanasii de Kholmogory. Trahi, il fut exécuté le 11 juin 1683.